# Alto da Bronze (Estrela)

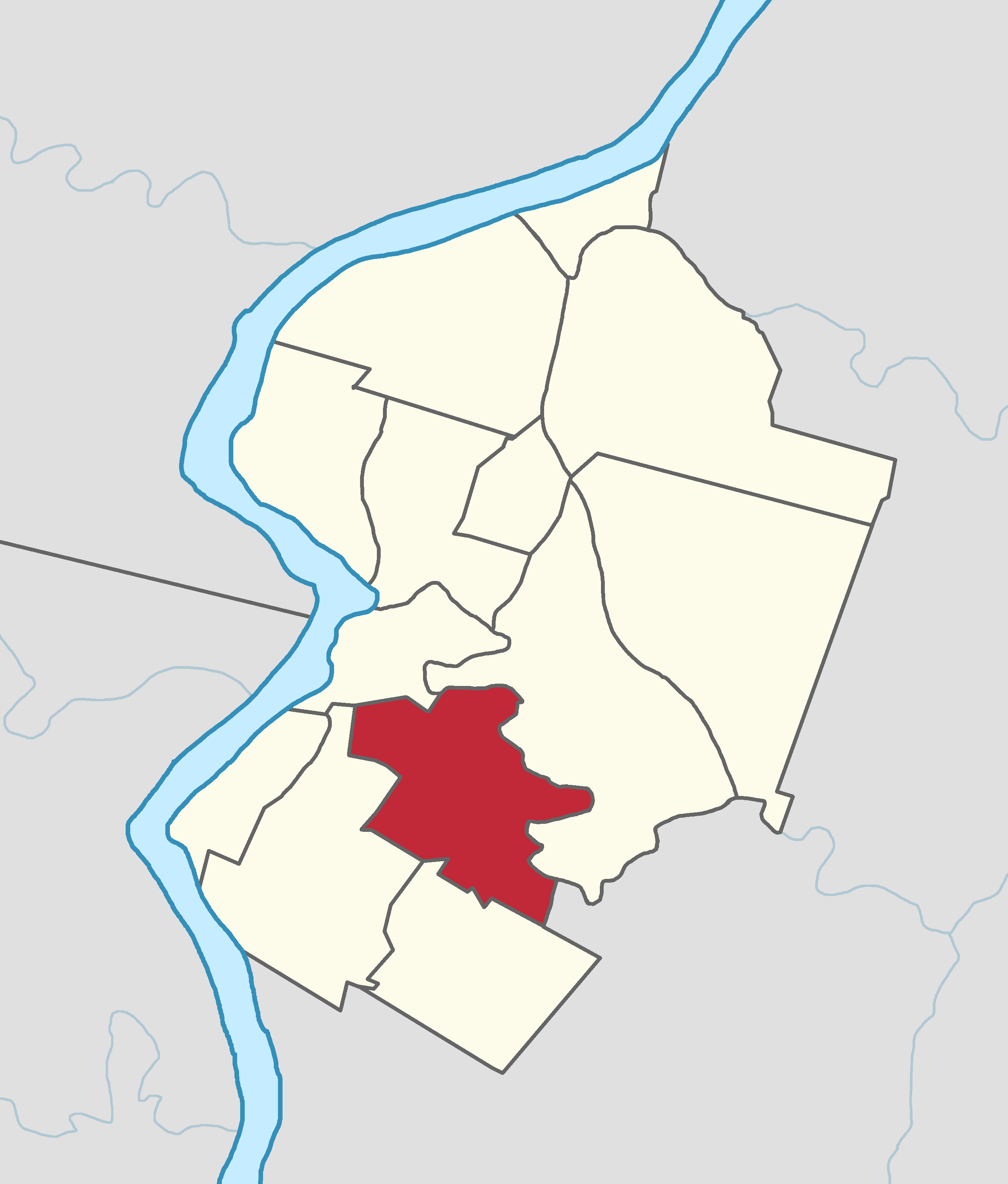
Mapa do bairro Alto da Bronze

Alto da Bronze é um bairro da cidade gaúcha de Estrela, localizada na mesorregião do Centro Oriental Rio-Grandense e na microrregião de Lajeado-Estrela, no Vale do Taquari. O bairro Alto da Bronze se localiza entre o Hospital Estrela e o Cemitério de Estrela. 

## Origem do nome
Não se sabe ao certo a origem do nome do bairro, talvez por influência de local com mesma denominação na cidade de Porto Alegre, hoje Praça General Osório, onde uma casa de prostituição levava este nome.

## Dados demográficos
Na Sociedade Esportiva, a 6ª seção eleitoral tinha 272 eleitores e a 82ª tinha 271 eleitores em 1998. Pelo Censo 2000, o bairro estava classificado em 8º lugar em população no município, com 1.364 habitantes residindo em 425 moradias (7º lugar), sendo 146 pessoas com mais de 65 anos de idade. Ocupa o 1º lugar em alfabetização, com 97.4%. O salário mensal médio de R$ 1.222,54 o classifica em 4º lugar entre os 13 bairros.
Dados divulgados pelo Instituto Brasileiro de Geografia e Estatística, pelo Censo Contagem Populacional de 2007 por bairros e distritos, indicam que o bairro possui uma população de 1.393 habitantes, residindo em 499 domicílios (média de 2,79 habitantes por domicílio).